# Mercedes Ábrego

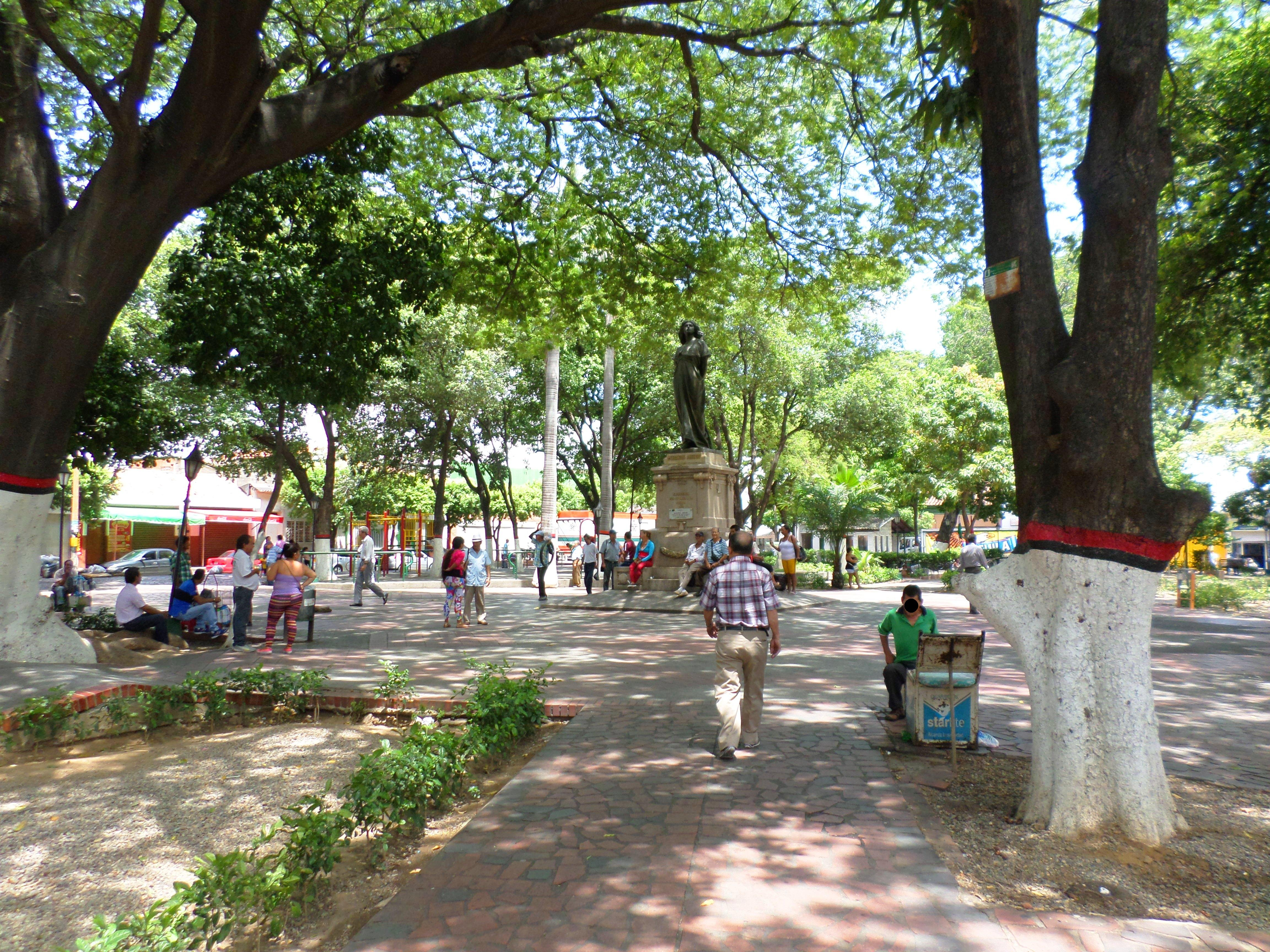
Parque Mercedes Ábrego en Cúcuta.

Mercedes Ábrego de Reyes (Cúcuta o San Cayetano, 1771 o 1775-Cúcuta, 1813) fue una mártir de la Independencia de Colombia. 
Ayudó al ejército patriota durante la Batalla de Cúcuta dando información exacta de donde estaban los realistas al mando de Ramon Correa. Fue ejecutada sin ser juzgada por los españoles, por haber tejido el uniforme de brigadier a Simón Bolívar.

## Biografía
El escritor colombiano José Monsalve ―autor de Mujeres de la independencia― afirma que su familia era de Socorro. Se casó con Marcelo Reyes, que poseía la hacienda de Urimaco, donde cultivaron cacao que enviaban a Maracaibo. Tuvieron tres hijos ―José Miguel, Pedro María y José María― todos educados en el Colegio Bogotá. Enviudó antes de la independencia.
Esta batalla, más que importancia militar, tuvo una significación política de gran trascendencia en la campaña libertadora, pues este triunfo le permitió a Bolívar despejar la ruta que lo llevaría a emprender la Campaña Admirable. Bolívar partió hacia Venezuela el 14 de mayo, dejando al mando al joven militar Francisco de Paula Santander, quien mantuvo el control del valle de Cúcuta y sus alrededores hasta el 18 de octubre del mismo año. Este día ocurrió la fatídica batalla del Llano de Carrillo en la que las huestes libertadoras perdieron el control de este territorio a manos de Bartolomé Lizón, capitán de cazadores del Regimiento de Puerto Rico y cuya consecuencia fue la muerte de cientos de patriotas, entre ellas la de Mercedes Ábrego y otras mujeres que colaboraban con la causa libertador, como Florentina Salas y Carmen Serrano. Estas mujeres al parecer hacían parte de una red de espías e informantes, cuya participación en la independencia iba más allá de ser la conocida costurera y bordadora, que obsequió una casaca al libertador.
Gracias a la información suministrada por Mercedes Ábrego, Francisco de Paula Santander obtuvo los triunfos militares de San Faustino y Capacho, contra las tropas realistas de Matute y Cañas.
Su familia afirma que ella pagó con su vida por presentar a Bolívar con un buen uniforme.
Ella fue sin protestar, dio la bendición a sus perturbados hijos, que habían sido enviados por Francisco de Paula Santander a buscar los movimientos de Matute y Casas.
La ejecución tuvo lugar en frente de sus dos hijos que se perturbaron al verla llorar cuando moría.
Sus hijos fueron encarcelados para que pudieran llorarla una vez fuese ejecutada.

## Homenajes
En el Departamento de Norte de Santander hay un municipio que lleva como nombre su primer apellido Ábrego.
Siguiendo este relato en el himno de la ciudad de Cúcuta se reconoce así el valor de Mercedes Ábrego:
"...Otra mujer tejió banderas
cuando en los campos del honor
fueron tus huestes altaneras
en pos del Gran Libertador.
Mercedes Ábrego la diosa
que en los altares de la luz
rodó tronchada como rosa
con un patíbulo por cruz..."
El Ejército Nacional tiene el Batallón de Apoyo y Servicios Para el Combate No .5 "Mercedes Abrego" de la Segunda División del Ejército Nacional.